# Base navale

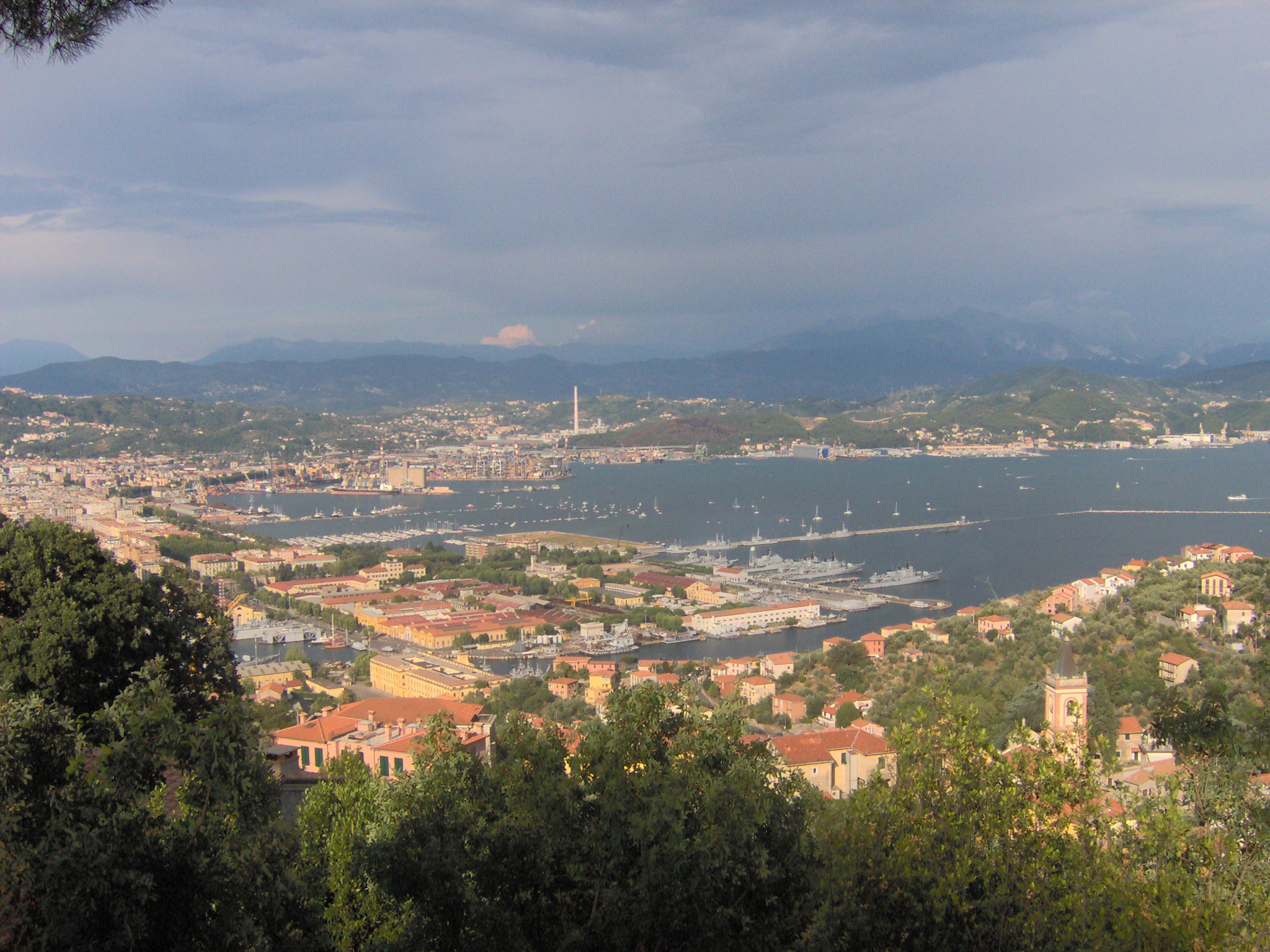
Arsenale Militare Marittimo e base navale della Spezia.

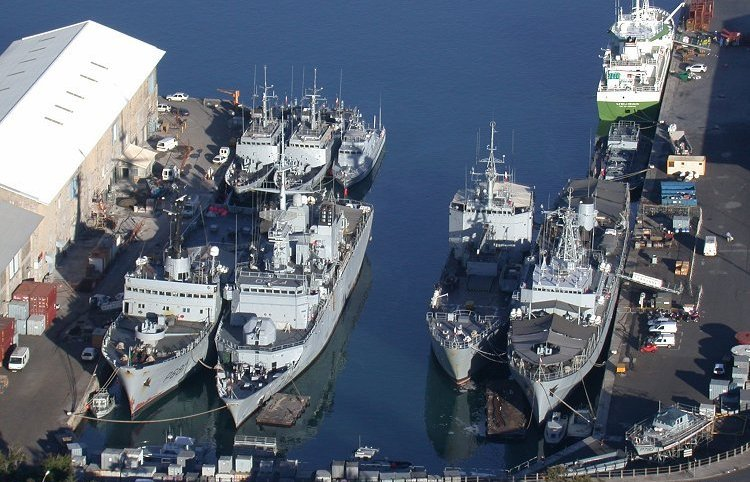
Un esempio di base navale militare presso l'isola della Réunion.

Una base navale è una base militare dove solitamente una forza navale (navi da guerra e militari) è attraccata, quando non ha una missione in mare. Vi si possono effettuare anche delle riparazioni.
È a tutti gli effetti un porto.

## Descrizione
Questi porti militari esistevano già nell'antichità (Tiro, il Pireo, Cartagine, Siracusa) e sono state mantenute fino ai giorni nostri, con i relativi cambiamenti tecnologici.
Le più grandi basi navali americane sono quelle di Diego Garcia, di Norfolk, di Guantanamo e di Pearl Harbor.